# William John Gill
William John Gill, född 10 september 1843 i Indien, död 11 augusti 1881, engelsk upptäcktsresande. Han tjänade 1864–73 som ingenjörofficer i Indien, besökte 1873 (med Baker Pascha) norra Persien och ryska gränsområdet samt reste 1877–78 genom södra Kina i riktning från Shanghai till Bhamo i övre Burma. Vid utbrottet av det anglo-egyptiska kriget fick han uppdrag att skydda Suezkanalen mot beduinerna och blev under detta uppdrag överfallen och mördad.